# Taipa

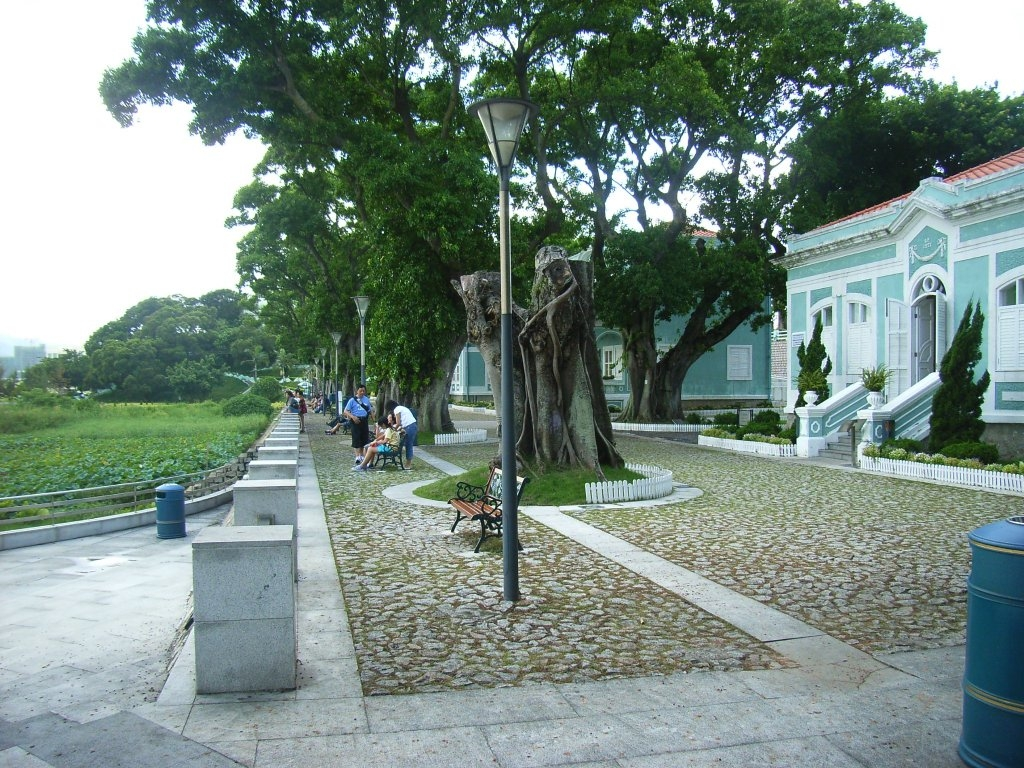
Huizen in Taipa

Taipa is een van de eilanden in de Speciale Bestuurlijke Regio Macau. Op dit moment is het water tussen Taipa en Coloane drooggelegd, waardoor de twee één eiland vormen. Dit eiland heeft drie bruggen naar het vasteland en twee bruggen naar het vliegveld van Macau. Het eiland is vooral in gebruik voor woningbouw.
De drie bruggen vanaf het schiereiland naar Taipa zijn van west naar oost de Ponte de Sai Van, Ponte Governador Nobre de Carvalho en Ponte de Amizade.

## Toerisme
Er zijn veel tempels te zien in Taipa, zoals de Tianhou-tempel. Ook staat de universiteit van Macau op het eiland, mede als het stadion van Macau en het fort Taipa.

## Tamzai
Als je in Macau de weg naar Taipa vraagt, zullen de meeste je niet verstaan, omdat Taipa de Portugese naam is van het eiland. In het Chinees heet het "Tamzai".